# Rumy
Rumy [pronunciación en polaco: /ˈrumɨ/] (en alemán: Rummy A) es un pueblo ubicado en el distrito administrativo de Gmina Dźwierzuty, dentro del Condado de Szczytno, Voivodato de Varmia y Masuria, en Polonia del norte. Se encuentra aproximadamente a 6 kilómetros al norte de Dźwierzuty, a 23 kilómetros al norte de Szczytno, y a 28 kilómetros al este de la capital regional Olsztyn.
Antes de que 1945, el área fue parte de Alemania (Prusia Oriental). Durante el periodo de 1938 a 1945, Alemania Nazi utilizó el nombre "Rumnau" para el pueblo.